# 章曦
章曦（1971年6月—），男，汉族，浙江绍兴人，中华人民共和国政治人物，曾任上海嘉定区委书记、区长，安徽省人民政府副省长，2021年9月被免职，改任中国（上海）自由贸易试验区管委会副主任、保税区管理局局长。